# Berte museum
Berte Museum – Livet på landet är ett nostalgimuseum i Slöinge, Halland, som visar jordbruksmaskiner, redskap och bruksföremål från livet på landet. Museet speglar den utveckling som skett på landsbygden från slutet av 1800-talet fram till 1960-talet.
Anders Stenström, tidigare kvarnmästare på Berte Qvarn, var den som låg bakom museets tillblivelse. Berte Museum är privatägt och ingår som en del av Bertegruppen där även Berte Qvarn, SIA Glass, Berte Gård AB samt Bertebos Stiftelse ingår. 
Anders Stenström började av en ren tillfällighet att samla på jordbruksmaskiner sommaren 1992. Därefter har maskiner och redskap fortsatt att i strid ström införlivas i hans samling. Med tiden har samlingen kommit att breddas och idag omspänner den det mesta som har funnits ute på den halländska landsbygden.
Från början inrymde Anders Stenström sina föremål i ett gammalt svinhus på Berte Gård, där många av dem fortfarande står kvar. Dagens museibyggnad är det gamla ridhuset i Slöinge som  blev tomt 1996 i samband med att motorvägen genom Halland byggdes och då tog i anspråk en stor del av marken i anslutning till ridhuset. Med hjälp av ideella krafter och med hjälp av Hallandsmodellen kunde ridhuset byggas om till utställningshall. Berte Museum – Livet på landet invigdes 28 maj 2002 av landshövding Karin Starrin.
Sommaren 2002 flyttades det gamla godsmagasinet från Slöinge station till museiområdet. I juli 2004 inköptes Slöinge lanthandelsmuseum från dess grundare Inga-Britt Tengvall och en komplett lanthandelsmiljö byggdes upp på Berte Museum.
Under våren 2006 var museet med i Otroligt Antikt på TV. 